# Stenopelmatus intermedius
Stenopelmatus intermedius är en insektsart som beskrevs av Davis, A.C. och L.M. Smith 1926. Stenopelmatus intermedius ingår i släktet Stenopelmatus och familjen Stenopelmatidae. Inga underarter finns listade i Catalogue of Life.